# Gavarilla arretada
Espèce
Gavarilla arretada est une espèce d'araignées aranéomorphes de la famille des Salticidae.

## Distribution
Cette espèce est endémique du Maranhão au Brésil,.

## Description
Le mâle holotype mesure 3,90 mm et la femelle paratype 5,00 mm, les mâles mesurent de 3,00 à 3,90 mm et les femelles de 3,75 à 5,00 mm.

## Publication originale
- Ruiz & Brescovit, 2006 : Gavarilla, a new genus of jumping spider from Brazil, and description of two new species of the genera Capeta Ruiz & Brescovit and Amatorculus Ruiz & Brescovit (Araneae, Salticidae, Sitticinae). Revista Brasileira de Zoologia, vol. 23, no 2, p. 350-356 (texte intégral).